# Championnats d'Afrique de judo 1986
Navigation
Édition précédente Édition suivante
Les championnats d'Afrique de judo 1986 se déroulent  du 20 au 24 juillet 1986 à Casablanca, au Maroc.

## Médaillés
Au sein de la délégation sénégalaise :
- Ankiling Diabone  Sénégal remporte une médaille d'or dans la catégorie des poids moyens,
- Ibrahima Diallo Sénégal remporte une médaille d'or dans la catégorie des poids mi-légers,
- Pierre Yves Sène remporte une médaille de bronze dans la catégorie des poids super-légers,
- Amy Collé Mbengue remporte une médaille de bronze dans la catégorie des poids mi-moyens,
- l'équipe du Sénégal masculine est médaillée d'argent par équipes[2].

Au sein de la délégation algérienne :
- Abdelhakim Harkat  Algérieest médaillé  d'or dans la catégorie des moins de 60 kg,
- Mohamed Meridja est médaillé d'argent  dans la catégorie des moins de 66 kg,
- Saïd Lahcène est médaillé  d'argent dans la catégorie des moins de 71 kg,
- Ali Boudjemâa  Algérie est médaillé d'or  dans la catégorie des moins de 78 kg,
- Youssef Hamadouche est médaillé  de bronze dans la catégorie des moins de 86 kg,
- Djamel Fares est médaillé  d'argent  dans la catégorie des moins de 95 kg,
- Ferhat Challal est médaillé de bronze en open (toutes catégories)[4]
- Féminines : Mme Chaalal est médaillée  de bronze dans la catégorie des moins de 48 kg,
- Fatma Zohra Mechti  Algérie est médaillée d'or ans la catégorie des moins de 52 kg,
- Karima Benyoucef est médaillée d'argent  dans la catégorie des moins de 61 kg,
- Samia Hachemi est médaillée  de bronze dans la catégorie des moins de 66 kg,
- l'équipe d' Algérie masculine  est médaillée d'or par équipes[2].

La Tunisienne Nabiha Souidi remporte une médaille de bronze.
La Zimbabwéenne Debbie Warren-Jeans est médaillée d'or.

### Hommes
| Épreuves                          | Or                      | Argent                | Bronze                   |
| --------------------------------- | ----------------------- | --------------------- | ------------------------ |
| Moins de 60 kg Poids super-légers | Abdelhakim Harkat (ALG) | ?                     | ?                        |
| Moins de 66 kg Poids mi-légers    | Ibrahima Diallo (SEN)   | Mohamed Meridja (ALG) | ?                        |
| Moins de 71 kg Poids légers       | ?                       | Saïd Lahcène (ALG)    | ?                        |
| Moins de 78 kg Poids mi-moyens    | Ali Boudjemâa (ALG)     | ?                     | Amy Collé Mbengue (SEN)  |
| Moins de 86 kg Poids moyens       | Ankiling Diabone (SEN)  | ?                     | Youssef Hamadouche (ALG) |
| Moins de 95 kg Poids mi-lourds    | ?                       | Djamel Fares (ALG)    | Pierre Yves Sène (SEN)   |
| Plus de 95 kg Poids lourds        |                         |                       | Ferhat Challal (ALG)     |
| Open Toutes catégories            | ?                       | ?                     | ?                        |
| Compétition par équipes           | Algérie                 | Sénégal               |                          |

### Femmes
| Épreuves                 | Or                       | Argent                 | Bronze              |
| ------------------------ | ------------------------ | ---------------------- | ------------------- |
| -48 kg                   |                          |                        | Mme Chaalal (ALG)   |
| -48 kg                   | ????? (???)              |                        |                     |
| -52 kg                   | Fatma Zohra Mechti (ALG) |                        |                     |
| -52 kg                   | Fatma Zohra Mechti (ALG) |                        |                     |
| -56 kg                   |                          |                        |                     |
|                          |                          |                        |                     |
| -61 kg                   |                          | Karima Benyoucef (ALG) | ????? (???)         |
| -61 kg                   | ????? (???)              | Karima Benyoucef (ALG) |                     |
| -66 kg                   |                          |                        | Samia Hachemi (ALG) |
| -66 kg                   | ????? (???)              |                        |                     |
| -72 kg                   |                          |                        | ????? (???)         |
| -72 kg                   | ????? (???)              |                        |                     |
| +72 kg                   |                          |                        | ????? (???)         |
| +72 kg                   | ????? (???)              |                        |                     |
| Open (toutes catégories) |                          |                        | ????? (???)         |
| Open (toutes catégories) | ????? (???)              |                        |                     |

## Tableau des médailles
Le tableau des médailles par nations est le suivant (cumulé, messieurs et dames) :
| Rang  | Nation        | Or | Argent | Bronze | Total |
| ----- | ------------- | -- | ------ | ------ | ----- |
| 1     | Algérie       | 3  | 5      | 3      | 11    |
| 2     | Maroc         | 2  | 3      | 5      | 10    |
| 3     | Égypte        | 2  | 2      | 5      | 9     |
| 4     | Sénégal       | 2  | 0      | 2      | 4     |
| 5     | Zambie        | 2  | 0      | 0      | 2     |
| 6     | Tunisie       | 1  | 2      | 5      | 8     |
| 7     | Nigeria       | 1  | 2      | 4      | 7     |
| 8     | Côte d'Ivoire | 0  | 0      | 1      | 1     |
| Total | Total         | 13 | 14     | 25     | 52    |